# Isabelle Autissier (rose)
ʽIsabelle Autissier’ est un cultivar de rosier obtenu en 1998 par le rosiériste français Michel Adam et mis au commerce en 1999. Il rend hommage à la navigatrice Isabelle Autissier. Cette variété est aujourd'hui très répandue dans de nombreux pays.

## Description
Ce rosier moderne, très florifère et remontant, présente de grosses fleurs doubles (10-12 cm, parfois plus), d'un rose tendre dégradé de jaune pâle, presque orangé au cœur. Elles sont parfumées. Son buisson au port arrondi et au feuillage vert moyen vernissé s'élève jusqu'à 90 cm.
Ce rosier est peu sensible aux maladies du rosier et il supporte la mi-ombre. Il a besoin d'être taillé à la fin de l'hiver. Ses roses tiennent très bien en vase.

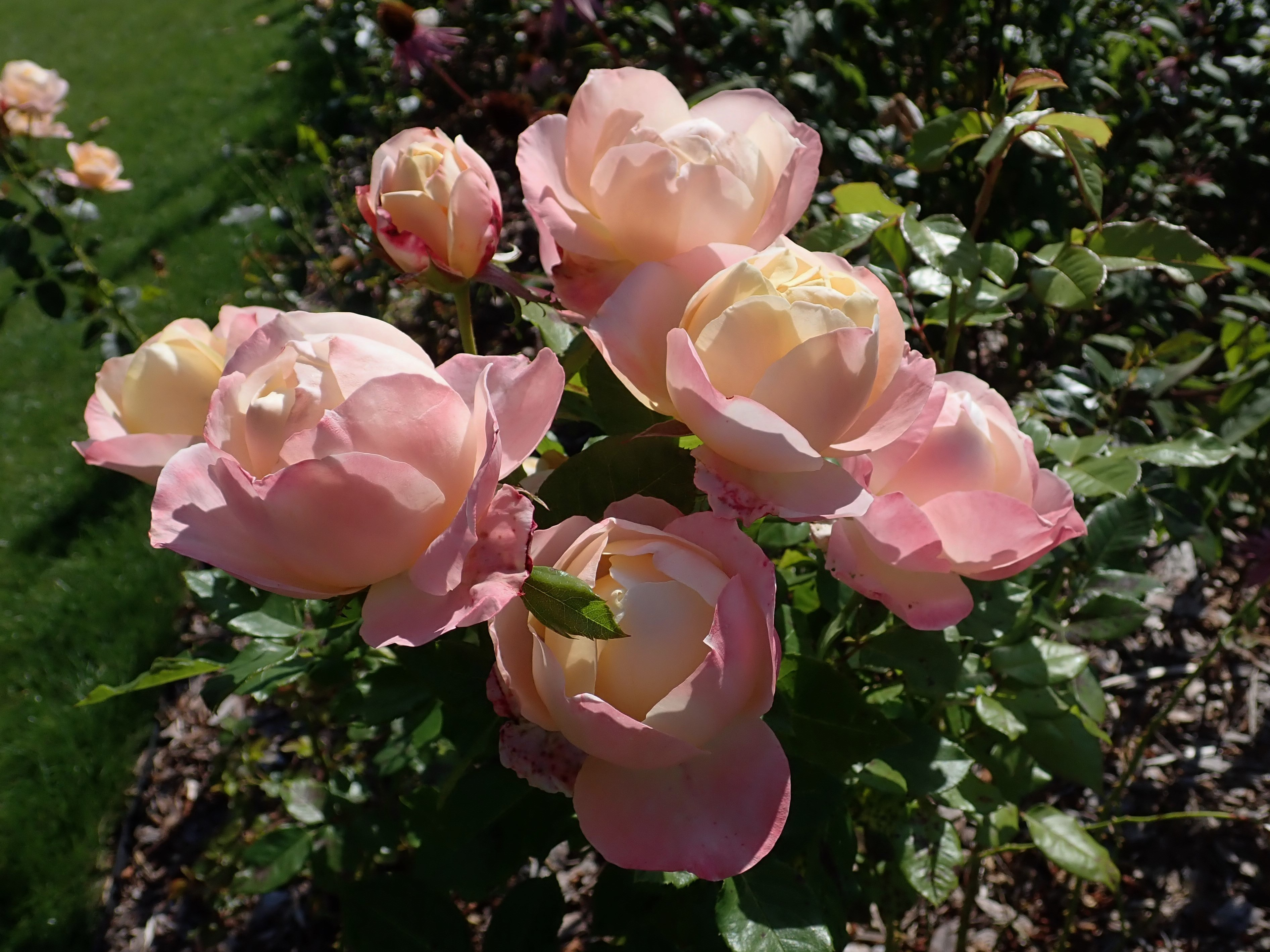
Buisson fleuri d'ʽIsabelle Autissier’ à l'Europa-Rosarium de Sangerhausen.

Ce rosier fait merveille dans les massifs et les mixed-borders des jardins contemporains. On le retrouve dans de nombreux jardins publics et roseraies sous diverses latitudes.
Il est issu d'un croisement 'Decor Arlequin' (Marie-Louise Meilland, 1978) × 'Silver Jubilee' (hybride de thé, Anne Cocker, 1978).

## Récompenses
- Roseraie de Bagatelle : Prix de la Rose AJJH (Association des journalistes du jardin et de l'horticulture), 2000[8]